# 印第安座ζ
印第安座ζ，中文名为波斯三，又名CD-4613718，HD 198048、SAO 230391、HR 7952，是印第安座的一颗恒星，视星等为4.89，位于銀經353.95，銀緯-39.24，其B1900.0坐标为赤經20h 42m 36s，赤緯-46° -39.24′ 48″。